# Dasypogon brevipennis
Dasypogon brevipennis är en tvåvingeart som först beskrevs av Johann Wilhelm Meigen 1838.  Dasypogon brevipennis ingår i släktet Dasypogon och familjen rovflugor. Inga underarter finns listade i Catalogue of Life.